# 伯德爾 (加利福尼亞州)
伯德爾（英語：Burdell）是位於美國加利福尼亞州馬林縣的一個非建制地區。該地的面積和人口皆未知。

## 地理
伯德爾的座標為38°09′29″N 122°33′55″W / 38.15806°N 122.56528°W，而該地的平均海拔高度為1米（即3英尺）。